# Velikoluksky (huyện)
Huyện Velikoluksky (tiếng Nga: ? райо́н) là một huyện hành chính tự quản (raion), của Tỉnh Pskov, Nga. Huyện có diện tích 3104 kilômét vuông, dân số thời điểm ngày 1 tháng 1 năm 2000 là 25100 người. Trung tâm của huyện đóng ở Velikie Luki.